# Automaintenance
L’automaintenance, ou maintenance autonome, est la réalisation des tâches de maintenance par les opérateurs des machines ou équipements et non par des techniciens de maintenance professionnels. Le terme anglais correspondant est self-maintenance et non auto maintenance (en deux mots), qui désigne l'entretien de l'automobile.

## Définition
Dans le cadre de la maintenance autonome, on laisse l'opérateur de la machine effectuer lui-même des tâches d'entretien de base (lubrification, resserrages, nettoyage, visites) pour prévenir la panne et réagir au plus vite si un problème est décelé.

## Objectifs

### Augmenter la disponibilité des machines
L'automaintenance est un enjeu important pour l'amélioration de la disponibilité des machines. En diminuant les temps d'arrêt (arrêts programmés et non programmés), on augmente la disponibilité des équipements, ce qui permet de diminuer les délais de production et d'être plus réactif aux changements.

### Améliorer l'appropriation de la machine par l'opérateur
En s'intéressant à la maintenance de la machine, on corrige non plus les effets des problèmes mais les causes. L'automaintenance a un effet indéniable sur la stabilité du processus.

### Diminuer les coûts liés à la maintenance des équipements
L'automaintenance a un impact important sur la diminution des coûts de maintenance puisque le nombre d'heures de maintenance corrective est diminué. Le coût des arrêts de fabrication pour maintenance préventive est moins important que celui de la maintenance corrective puisque les arrêts sont planifiés.

### Diminuer les risques d'accidents
Les risques d'accidents sont réduits par une meilleure connaissance des risques liés à la machine.